# Kateřina Vaňková
Kateřina Vaňková (* 30. Dezember 1989 in Prag, Tschechoslowakei) ist eine ehemalige tschechische Tennisspielerin.

## Karriere
Vaňková, die Hartplätze bevorzugt, begann mit sieben Jahren mit dem Tennisspielen. Sie bestritt vor allem Turniere auf der ITF Women’s World Tennis Tour, wo sie 15 Einzel- und 14 Doppeltitel gewinnen konnte.
Im August 2014 erreichte sie die zweite Runde der Qualifikation zu den US Open, in der sie der Chinesin Wang Qiang unterlag.
In der deutschen Bundesliga spielte sie 2006 für den TC Weiß-Blau Würzburg, 2009 für den TC Blau-Weiß Ludwigshafen, 2010 für den TC Rot-Weiß Wahlstedt und 2014 erneut für Ludwigshafen (allesamt Zweitligisten).
Ihr bislang letztes internationales Turnier spielte Vaňková im Dezember 2018. Sie wird daher nicht mehr in der Weltrangliste geführt.

## Turniersiege

### Einzel
| Nr. | Datum             | Turnier          | Kategorie   | Belag           | Finalgegnerin           | Ergebnis       |
| --- | ----------------- | ---------------- | ----------- | --------------- | ----------------------- | -------------- |
| 1.  | 4. Juni 2006      | Staré Splavy     | ITF $10.000 | Sand            | Zuzana Zálabská         | 6:4, 6:4       |
| 2.  | 8. Oktober 2006   | Granada          | ITF $10.000 | Hartplatz       | Teresa Ferrer           | 6:0, 7:69      |
| 3.  | 26. August 2007   | Wahlstedt        | ITF $10.000 | Sand            | Neda Kozić              | 6:1, 6:4       |
| 4.  | 9. September 2007 | Kędzierzyn-Koźle | ITF $10.000 | Sand            | Olga Brózda             | 3:6, 6:4, 7:67 |
| 5.  | 7. Oktober 2007   | Porto            | ITF $10.000 | Sand            | Caterina Ferreira       | 6:3, 6:2       |
| 6.  | 12. Oktober 2008  | Espinho          | ITF $10.000 | Sand            | Fatima Zahrae El Allami | 6:2, 6:3       |
| 7.  | 4. September 2011 | Trimbach         | ITF $10.000 | Sand            | Christina Shakovets     | 6:3, 6:2       |
| 8.  | 12. August 2012   | Piešťany         | ITF $10.000 | Sand            | Kateřina Kramperová     | 3:6, 6:3, 6:2  |
| 9.  | 18. August 2012   | Innsbruck        | ITF $10.000 | Sand            | Lena-Marie Hofmann      | 6:1, 4:6, 6:4  |
| 10. | 1. September 2012 | Caslano          | ITF $10.000 | Sand            | Darija Salnikowa        | 6:3, 6:4       |
| 11. | 9. September 2012 | Engis            | ITF $10.000 | Sand            | Cindy Burger            | 6:2, 6:4       |
| 12. | 6. Oktober 2012   | Antalya          | ITF $10.000 | Sand            | Jelysaweta Jantschuk    | 4:6, 6:4, 6:0  |
| 13. | 4. Mai 2014       | Seoul            | ITF $15.000 | Hartplatz       | Lee So-ra               | 5:7, 7:5, 7:5  |
| 14. | 25. Januar 2015   | Kaarst           | ITF $10.000 | Teppich (Halle) | Tamara Korpatsch        | 2:6, 6:4, 6:4  |
| 15. | 21. August 2016   | Graz             | ITF $10.000 | Sand            | Nicole Rottmann         | 6:1, 6:2       |

### Doppel
| Nr. | Datum              | Turnier         | Kategorie   | Belag             | Partnerin          | Finalgegnerinnen                            | Ergebnis          |
| --- | ------------------ | --------------- | ----------- | ----------------- | ------------------ | ------------------------------------------- | ----------------- |
| 1.  | 26. November 2005  | Sunderland      | ITF $10.000 | Hartplatz (Halle) | Sarah Coles        | Melissa Berry Lindsay Cox                   | 2:6, 6:1, 6:4     |
| 2.  | 7. April 2007      | Bath            | ITF $10.000 | Hartplatz (Halle) | Martina Babáková   | Rebecca Fong Susanna Lingman                | 6:4, 6:4          |
| 3.  | 8. Dezember 2007   | Přerov          | ITF $25.000 | Hartplatz (Halle) | Veronika Chvojková | Gabriela Navrátilová Michaela Paštiková     | 3:6, 6:4, [12:10] |
| 4.  | 4. Oktober 2008    | Porto           | ITF $10.000 | Sand              | Jana Orlová        | Michelle Gerards Marina Melnikowa           | 6:3, 4:6, [10:6]  |
| 5.  | 12. Juli 2009      | Brüssel         | ITF $10.000 | Sand              | Simona Dobrá       | Vasilisa Davydowa Elina Gasanowa            | 6:3, 6:4          |
| 6.  | 10. Oktober 2009   | Antalya         | ITF $10.000 | Sand              | Mihaela Buzărnescu | Magali De Lattre Fatima El Allami           | 6:1, 6:1          |
| 7.  | 24. Oktober 2009   | Antalya         | ITF $10.000 | Sand              | Hanna Orlik        | Sofija Kowalez Kateryna Koslowa             | 6:3, 6:0          |
| 8.  | 30. Juli 2011      | Bad Waltersdorf | ITF $10.000 | Sand              | Sandra Martinovic  | Pia König Yvonne Neuwirth                   | 6:3, 3:6, [10:8]  |
| 9.  | 30. September 2012 | Antalya         | ITF $10.000 | Sand              | Anaïs Laurendon    | Diana Enache Bianca Hincu                   | 7:5, 6:3          |
| 10. | 14. Oktober 2012   | Antalya         | ITF $10.000 | Sand              | Anaïs Laurendon    | Alena Fomina Lina Gjorcheska                | 6:2, 6:4          |
| 11. | 24. November 2012  | Vendryně        | ITF $15.000 | Hartplatz         | Jesika Malečková   | Tereza Smitková Martina Kubičíková          | 7:62, 6:2         |
| 12. | 7. Juli 2017       | Prokuplje       | ITF $15.000 | Sand              | Natalie Suk        | Darja Lodikowa Ani Wangelowa                | 6:0, 6:1          |
| 13. | 18. November 2017  | Zawada          | ITF $25.000 | Teppich (Halle)   | Tena Lukas         | Weronika Jasmina Forys Nika Schytkouskaja   | 6:4, 3:6, [10:4]  |
| 14. | 28. April 2018     | Antalya         | ITF $15.000 | Sand              | Ilona Kremen       | Magdaléna Pantůčková Eliessa Vanlangendonck | 7:5, 6:0          |